# Wang Shuo
Wang Shuo est un écrivain et scénariste chinois né en 1958 à Nankin.

## Biographie
Né en 1958 à Nankin, Wang Shuo est diplômé du Lycée N. 44 de Pékin en 1976. Il passe alors quatre années dans la Marine, après quoi il travaille dans une pharmacie, et entame une série de petits boulots miteux, tout en commençant à écrire. En 1983, il quitte son travail et devient un écrivain indépendant à plein temps ; son premier livre intitulé "L'hotesse de l'Air" parait en 1984. 
En 1997 il visite les États-Unis. La vingtaine de romans de Wang Shuo se sont vendus à plus de 10 millions d'exemplaires. Il a également écrit des séries télévisées, des scénarios pour le cinéma. Un de ses romans a engendré le film culte "Dans la chaleur du Soleil", réalisé par Jiang Wen. Apprécié des chinois pour ses descriptions des côtés obscurs de la nouvelle société chinoise, il n'a jamais vraiment coupé le contact avec la population chinoise moyenne.
Ses créations sulfureuses ont parfois été critiquées par le régime.
Le seul film qu'il a réalisé pour l'instant est Baba qui a obtenu le Léopard d'or au Festival de Locarno.

## Œuvres
- Feu et glace
- Dans la chaleur du Soleil (film)
- L'hotesse de l'Air

## Filmographie
Scénariste
- 1988 : Wan zhu de Mi Jiashan
- 1994 : Yong shi wo ai de Feng Xiaogang
- 2000 : Yi sheng tan xi de Feng Xiaogang
- 2003 : Wo ai ni de Zhang Yuan
- 2006 : Meng xiang zhao jin xian shi de Xu Jinglei

Réalisateur
- 2000 : Baba